# سرژ لگانیور

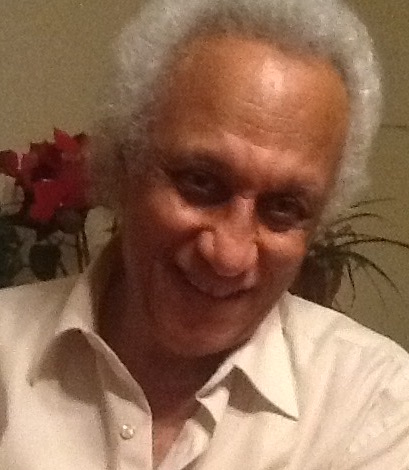
سِرژ لُگانیور در سال 2014

سِرژ لُگانیور (Serge Legagneur)، زاده ۱۰ ژانویه ۱۹۳۷ در ژرمی و درگذشته ۳۰ ژوئن ۲۰۱۷، چکامه‌سرای اهل هائیتی بود که به کبک تبعید شد. او از بنیان‌گذاران گروه هائیتی ادبی (Haïti littéraire) بود. او همچنین سرپرست گاهنامه سمانس (Semences) و از دست‌اندرکاران گاهنامه پریسم (Prisme) بود.
سال ۱۹۶۵، او برای فرار از حکومت استبدادی فرانسوا دووالیه به مونترآل جلای وطن کرد و در آنجا به دو تَن از دوستانش، امیل اولیویه و آنتونی فلپس پیوست. لُگانیور افزون‌بر تحصیلات ادبی، از دانشگاه کبک در مونترآل لیسانس روان‌شناسی تربیتی گرفت. او در مدارس متوسطه به آموزش زبان فرانسه می‌پرداخت. ماه ژوئن سال ۲۰۱۷، او به‌دلیل ابتلا به سرطان در همان شهر مونترآل استان کبک (کانادا) درگذشت.

## سروده‌ها
- Textes interdits, Montréal, Éditions Estérel, 1966, 136 p.
- Textes en croix, Montréal, Éditions Nouvelle Optique, 1978, 147 p. (ISBN <span class="nowrap">978-0-88579-012-8</span>)
- Le Crabe, illustré par Roland Giguère, Montréal, Estérel, 1981, 28 p. (ISBN 978-2-92004-417-3)
- Inaltérable, avec des dessins de Gérard Tremblay, Saint-Lambert / Chambly, Éditions du Noroît, 1983, 56 p. (ISBN 978-2-89018-076-5)
- Textes muets, avec sept bois gravés de Janine Leroux-Guillaume, Saint-Lambert, Noroît (Québec) / La table rase (France), 1987, 115 p. (ISBN 978-2-89018-147-2)
- Glyphes, avec 9 dessins de Gérard Tremblay, Montréal, Éditions Équateur-Cidhica, 1989.
- Dialogue d'île en île, de Montréal à Haïti (Dialogue épistolaire entre Jacques Godbout et Émile Ollivier; Monique Proulx et Dany Laferrière; Paul Chamberland et Serge Legagneur; Jacques Brault et Jean-Richard Laforêt.), Éditions Cidhica et Radio-Canada, Montréal, 1996, 114 p. (ISBN 978-2-89454-028-2)
- Poèmes choisis, 1961-1997, Saint-Hippolyte, Éditions du Noroît, Collection Ovale, 1997, 134 p. (ISBN 978-2-89018-380-3)